# Wikipedia in arabo
La Wikipedia in arabo, spesso abbreviata in ar.wikipedia, ar.wiki o ar-wiki (in arabo ويكيبيديا العربية‎?, Wīkībīdyā al-ʿArabiyya o ويكيبيديا، الموسوعة الحرة‎, Wīkībīdyā, al-Mawsūʿa al-Ḥurra‎) è l'edizione in lingua araba dell'enciclopedia online Wikipedia. Tale edizione ebbe inizio ufficialmente il 9 luglio 2003.

## Critiche
La Wikipedia in arabo è stata accusata di non avere sempre un punto di vista neutrale ma di essere fortemente influenzata dagli orientamenti politici degli utenti, e, a causa della scarsa partecipazione delle persone (in rapporto al numero dei parlanti della lingua araba il numero delle voci è piuttosto basso), non sempre gli articoli vengono controllati e "neutralizzati".

## Statistiche
La Wikipedia in arabo ha 1 269 206 voci, 8 818 855 pagine, 2 734 902 utenti registrati di cui 4 761 attivi, 26 amministratori e una "profondità" (depth) di 286 (al 5 luglio 2025).
È la 16ª Wikipedia per numero di voci ma, come "profondità", è la sesta fra quelle con più di 100 000 voci (al 5 luglio 2025).

## Cronologia
- 25 dicembre 2005 – supera le 10 000 voci
- 31 dicembre 2007 – supera le 50 000 voci ed è la 31ª Wikipedia per numero di voci
- 25 maggio 2009 – supera le 100 000 voci ed è la 26ª Wikipedia per numero di voci
- 27 giugno 2011 – supera le 150 000 voci ed è la 26ª Wikipedia per numero di voci
- 21 ottobre 2012 – supera le 200 000 voci ed è la 23ª Wikipedia per numero di voci
- 4 agosto 2014 – supera le 300 000 voci ed è la 23ª Wikipedia per numero di voci
- 17 dicembre 2015 – supera le 400 000 voci ed è la 21ª Wikipedia per numero di voci
- 6 marzo 2017 – supera le 500 000 voci ed è la 19ª Wikipedia per numero di voci
- 12 settembre 2018 – supera le 600 000 voci ed è la 19ª Wikipedia per numero di voci
- 6 marzo 2019 – supera le 700 000 voci ed è la 17ª Wikipedia per numero di voci
- 26 aprile 2019 – supera le 800 000 voci ed è la 17ª Wikipedia per numero di voci
- 13 luglio 2019 – supera le 900 000 voci ed è la 17ª Wikipedia per numero di voci
- 17 novembre 2019 – supera 1 000 000 di voci ed è la 16ª Wikipedia per numero di voci